# Dill (Familienname)
Dill ist ein deutscher und englischer Familienname.

## Namensträger
- Alexander Dill (Maler) (1872–1952), deutscher Maler
- Alexander Dill (Soziologe) (* 1959), deutscher Soziologe
- Alexander Dill (Politiker) (* 1964), deutscher Politiker
- Alexandra Dill (* 1982), Schweizer Kulturunternehmerin und Politikerin (SP)
- Andrea Dill (* 1957), deutsche Politikerin, siehe Andrea Ypsilanti
- Bob Dill (Robert Edward Dill; 1920–1991), US-amerikanischer Eishockeyspieler
- Calvin Dill (* 1955), bermudischer Sprinter
- Clarence Dill (1884–1978), US-amerikanischer Politiker
- David Bruce Dill (1891–1991), US-amerikanischer Physiologe
- Diana Dill (1923–2015), bermudische Schauspielerin
- Emil Dill (1861–1938), Schweizer Maler, Aquarellist und Kunstpädagoge
- Gerlinde Dill (1933–2008), österreichische Tänzerin und Choreographin
- Gottlob Dill (1885–1968), deutscher Jurist, württembergischer Ministerialbeamter und SS-Oberführer
- Hans Dill (1887–1973), deutscher Politiker (SPD)
- Hans-Otto Dill (* 1935), deutscher Romanist
- Harald Dill (* 1949), deutscher Geologe
- Herbert Dill (1908–1942), deutscher Leichtathlet
- Johanna Dill-Malburg (1859–1944), deutsch-ungarische Landschaftsmalerin
- John Dill (1881–1944), britischer Feldmarschall
- Karl Dill (1924–1996), deutscher Heimatforscher
- Kenneth A. Dill (* 1947), US-amerikanischer Biologe
- Klaus Dill (1922–2000), deutscher Maler
- Lashun Dill (* 1979), bermudischer Fußballspieler
- Liesbet Dill (1877–1962), deutsche Schriftstellerin
- Ludwig Dill (Dichterjurist) (1812–1887), deutscher Verwaltungsjurist und Amtsrichter, Dichterjurist und Komponist
- Ludwig Dill (1848–1940), deutscher Maler
- Nathalia Dill (* 1986), brasilianische Schauspielerin
- Norbert Dill (1938–2021), deutscher Rhönradturner
- Otto Dill (1884–1957), deutscher Maler
- Richard W. Dill (1932–2015), deutscher Fernsehjournalist, Programmdirektor und Medienwissenschaftler
- Robert Dill (* 1982), deutscher Basketballspieler
- Robert Dill-Bundi (1958–2024), Schweizer Radrennfahrer
- Shaheen Dill-Riaz (* 1969), bangladeschischer Filmjournalist, Kameramann und Regisseur
- Shannon Dill, US-amerikanische Filmproduzentin
- Theodor Dill (1797–1885), deutscher Unternehmer und Politiker, MdHB
- Ueli Dill (* 1962), Schweizer Philologe und Historiker
- Valerij Issidorowitsch Dill (* 1953), deutschstämmiger Politiker in Kirgistan